# (8608) Chelomey
(8608) Chelomey (1976 YO2) – planetoida z grupy pasa głównego asteroid okrążająca Słońce w ciągu 3,42 lat w średniej odległości 2,27 au. Odkryta 16 grudnia 1976 roku.